# Boleslav III de Bohême
Boleslav III dit « l'Aveugle » ou « le Roux » (en tchèque : Boleslav Ryšavý), mort en 1037, est un prince de la dynastie des Přemyslides, fils du duc Boleslav II de Bohême. Il fut duc de Bohême de 999 à 1002 et à nouveau en 1003.

## Biographie
Boleslav III est le fils aîné de Boleslav II de Bohême (mort en 999), duc de Bohême dès 972, et de sa première épouse Adiva(?), parfois identifiée à une princesse anglo-saxonne nommée Ælfgifu, une fille du roi Édouard d'Angleterre. 
Le règne de son père était marquée par de affrontements violents avec la dynastie rivale des Slavnikides, parents de l'évêque Adalbert de Prague. Il s'engage également dans la révolte du duc Henri de Bavière, dit « le Querelleur », avec son cousin l'empereur Otton II : en commun avec Mieszko Ier de Pologne et son fils Boleslas, il a soutenu le Querelleur ; néanmoins, il devait finalement se soumettre, ce qui a conduit à une profonde désaffection des souverains polonais. À sa mort, le 7 février 999, il laisse un pays en état d'instabilité.
Le décès de Boleslav II provoque rapidement des troubles entre ses fils. Boleslav III persécute ses deux demi-frères cadets Jaromir et Ulrich (Oldřich), qui en 1002 doivent s'enfuir avec leur mère Emma à la cour du roi Henri II (fils de Henri le Querelleur), à Ratisbonne en Bavière.
Boleslav III entreprend également de déposséder la puissante famille des Werzowicz, ou Vršovice, dont l’un des membres était son gendre. Après le meurtre de celui-ci, il doit s'enfuir à son tour en 1003. Il trouve refuge lui aussi chez son cousin le duc Boleslas Ier de Pologne.
Boleslas Ier de Pologne en profite pour imposer son frère Vladivoj comme duc. Rétabli après la mort de Vladivoj avec l'aide Polonaise, Boleslav III se venge sauvagement de la famille des Vršovice. Son indépendance gène pourtant ses anciens alliés qui pensaient faire de lui un souverain fantoche. Déchu, il est aveuglé et incarcéré à Cracovie jusqu'à sa mort en 1037. Boleslas Ier se proclame ensuite duc. Il occupe la Moravie et la Slovaquie et entre à Prague accompagné de Sobeslav le Slavnik .
L'empereur germanique Henri II du Saint-Empire n'approuve pas la tournure de événements, mais il est prêt à reconnaître Boleslas Ier à condition qu'il déclare la Bohême fief germanique, ce que le Polonais refuse. Soucieux de disloquer l'État Polono-Bohême constitué par Boleslas, l'empereur se proclame protecteur de Jaromir et Ulrich de Bohême, les deux frères de Boleslav III réfugiés en Germanie.
Pour réussir cet exploit, l'empereur simule une attaque vers le nord, concentre ses troupes à Mersebourg et réunit une flottille sur l'Elbe, puis se retourne brusquement vers la Bohême et force le passage de l'Erzgebirge, rallie un contingent Bavarois et marche sur Prague, que Boleslas Ier s'empresse d'abandonner. Le dernier duc Slavnik est tué lors de l'évacuation de la ville. Boleslas Ier se retire dans son pays mais conserve la Moravie et la Slovaquie.
Pendant ce temps, Jaromir de Bohême, frère de Boleslav III, est acclamé duc en août 1004.

## Union et postérité
Boleslav III de son union avec Predslava de Kiev, fille du grand-prince Vladimir Ier
ne laisse qu'une fille de nom inconnu qui épouse le chef anonyme de la famille aristocratique des Wršovice tué en 1003.

## Sources
- Francis Dvornik, Les Slaves histoire, civilisation de l'Antiquité aux débuts de l'Époque contemporaine, Paris, éditions du Seuil, 1970, 1196 p.
- Jörg K. Hornsch et Françoise Laroche (traduction) (trad. de l'allemand), Histoire de la Bohême : des origines à la révolution de velours, Paris, Éditions Payot, 1995, 523 p. (ISBN 2-228-88922-9), p. 44-46.
- Pavel Bělina, Petr Čornej et Jiří Pokorný, Histoire des Pays tchèques, Seuil, coll. « Points Histoire U », Paris, 1995  (ISBN 2020208105).
- (en) Nora Berend, Przemyslaw Urbanczyk, Przemislaw Wiszewski Central Europa in the High Middle Ages. Bohemia -Hungary and Poland c.900-c.1300 Cambridge University Press 2013  (ISBN 9780521786959).